# Юсуф Баласагуни
Ю́суф Хасс Ха́джиб Баласагуни (араб. يوسف خاص حاجب البلاساغوني‎; около 1016, Баласагун — дата неизвестна, Кашгар) — тюркский поэт и мыслитель, живший в XI веке в Караханидском государстве, в городах Кашгар и Баласагун. Автор поэмы «Кутадгу Билиг» («Благодатное знание»).

## Биография
Родился около 1015/1016 года в городе Баласагун (ныне — городище Бурана рядом с городом Токмак на севере Кыргызстана). Его отец, видимо, являлся одним из видных и богатых людей того времени. Юный поэт получил начальное образование в родном городе.
Влияние на творчество поэта оказали учения Ибн Сины и аль-Фараби, а также книга «Шах-наме» Фирдоуси.
В 1069/1070 году, в возрасте примерно 54 лет, Юсуф Баласагуни завершил поэму «Кутадгу Билиг» («Благодатное знание»), а затем подарил её кагану Арслану из Кашгара и был удостоен им почётного звания «Хасс Хаджиб» (араб. خاص حاجب‎), соответствующего должности канцлера средневековой Европы. Баласагуни писал на караханидско-уйгурском языке, который он называл караханидским.
«Кутадгу Билиг» — первое произведение, написанное на языке мусульманских тюрков эпохи Мусульманского ренессанса и полностью сохранившееся в трёх поздних копиях, о чем свидетельствуют слова поэта в начале поэмы :
Да, книг у арабов, таджиков немало,
А нашею речью сия – лишь начало.
Кто мудр, эту книгу оценит с почтеньем,
Лишь тот ценит знанья, кто зрел разуменьем..

## Поэма «Благодатное знание»
Поэма «Благодатное знание» — одновременно и художественное произведение, и этико-дидактический и политико-философский трактат. Действующие лица — аллегорические образы, олицетворяющие справедливость (Кун-Тогды), счастье (Ай-Толды), разум (Огдулмиш), довольство (Огдурмиш). Поэма построена в форме диалогов между основными персонажами.
Поэма написана в размере мутакариб арабской системы стихосложения аруз и является первым примером использования аруза в тюркской литературе. Форма написания — сдвоенный стих маснави.
Первый сохранившийся вариант текста, написанный уйгурским письмом и найденный в XV веке в Герате, хранится в Австрийской национальной библиотеке в Вене. Второй вариант, написанный арабским письмом, хранится в Каирской национальной библиотеке. Третий вариант найден в Узбекистане в Намангане.
Полный текст «Благодатного знания» впервые опубликован в СССР в 1983 году под руководством академика А. Н. Кононова в научно-академической серии АН СССР «Литературные памятники».

## Память
- В столице Кыргызстана Бишкеке установлен памятник Юсуфу Баласагуни.
- Киргизский национальный университет имени Жусупа Баласагына получил современное название в 1992 году[3].
- Ряд улиц в Кыргызстане носят его имя.
- Изображение Баласагуни присутствует на банкноте киргизской национальной валюты в 1000 сом. Также Национальным банком Кыргызстана были выпущены памятные монеты к юбилею (1000 лет со дня рождения) поэта.
- Имя Юсуфа Хасс Хаджиба носят улицы в городах Узбекистана: Ташкенте, Андижане, Самарканде.

### Мавзолей Юсуфа Баласагуни
Мавзолей поэта в Кашгаре был возведён в 1865 году, однако в 1972 году в ходе китайской «культурной революции» он был разрушен, а на его месте была построена школа. После смерти Мао Цзэдуна мавзолей был восстановлен на прежнем месте, а школу перевели в другое здание. При восстановлении мавзолея на его территории были обнаружены ещё несколько неизвестных захоронений. Могилу, приписанную Юсуфу Баласагуни, украшают надписи на китайском, арабском и уйгурском языках.

## Галерея
- Мавзолей Юсуфа Хас Хаджиба, главное здание
- Мавзолей Юсуфа Хас Хаджиба, главные ворота
- Мавзолей Юсуфа Хас Хаджиба, портрет
- Мавзолей Юсуфа Хас Хаджиба, гробница

## Переводы на русский язык
- Юсуф Хас-Хаджиб Баласагунский. Наука быть счастливым / Пер. Наума Гребнева. Перевод отдельных глав. — Гослитиздат УзССР, 1963. — 120 с.
- Юсуф Хас-Хаджиб Баласагунский. Наука быть счастливым / Пер. Наума Гребнева, иллюстрации Ю. Красного. — М.: Художественная литература, 1971. — 158 с. — 25 000 экз.
- Юсуф Баласагунский. Благодатное знание / Пер. С. Н. Иванова. — М.: Наука, 1983. — 560 с. — (Литературные памятники). — 40 000 экз.